# التربية السيئة (فلم)
التربية السيئة (بالإسبانية: La mala educación) هو فيلم إسباني أنتج في العام 2004 وأخرج من قبل المخرج بيدرو ألمودوفار,يتحدث الفيلم عن صديقين يعشقان بعضهما البعض وقد عاشا نفس الطفولة في لغز قتل عبر الوريد، ومن الموضوعات التي يتحدث عنها الفيلم أيضاً: الاعتداءات الجنسية والقساوسة الكاثوليك والتحول الجنسي والإدمان على المخدرات.

## وصلات خارجية
- مقالات تستعمل روابط فنية بلا صلة مع ويكي بيانات